# Dracontomelon macrocarpum
Dracontomelon macrocarpum är en sumakväxtart som beskrevs av Hui Lin Li. Dracontomelon macrocarpum ingår i släktet Dracontomelon och familjen sumakväxter. Inga underarter finns listade i Catalogue of Life.